# Torre di Capo d'Uomo (Talamone)
La Torre di Capo d'Uomo si trova poco a nord di Talamone, sulle pendici di un promontorio dei Monti dell'Uccellina, nel cuore del Parco naturale della Maremma, all'interno del quale è raggiungibile attraverso l'itinerario T.

## Storia
La torre costiera fu costruita nella seconda metà del Cinquecento nel luogo in cui sorgeva una fortificazione di epoca precedente. La struttura svolgeva importanti funzioni di avvistamento lungo il tratto costiero più a nord dello Stato dei Presidii.
Nel corso del Settecento furono effettuati alcuni interventi di restauro che, però, non ne hanno modificato la fisionomia estetica.
La dismissione è avvenuta nella prima metà dell'Ottocento, a seguito dell'annessione dell'intera zona al Granducato di Toscana; il degrado susseguente ha avuto fine con i restauri degli ultimi decenni del secolo scorso che hanno riportato la torre agli antichi splendori.

## Descrizione
La Torre di Capo d'Uomo, a sezione circolare, presenta un basamento a scarpa cordonato; la porta di accesso è raggiungibile attraverso una rampa di scale a ponte.
Sulle pareti, rivestite in intonaco scialbato, si aprono alcune finestrelle, mentre la parte alta si caratterizza per il caratteristico coronamento di mensole che racchiudono una serie di archetti ciechi e delimitano la terrazza sommitale.